# Специјализант
Специјализант је америчка медицинска драмска телевизијска серија која је премијерно приказана 21. јануара 2018. године на телевизији компаније Фокс као међусезонска замена у телевизијској сезони 2017–18. Премијера је била главни део утакмице НФЛ првенства Викинзи-Орлови.  Серија се фокусира на животе и задатке чланова особља Меморијалне болнице Честејн Парк, док се детаљније бави бирократски праксом болничке индустрије.
Емисију је купио Фокс у Шоу-тајму 2017. године. Створили су га Ејми Холден Џоунс, Хејли Шор и Рошан Сехи, а заснован је на књизи „Непризнати” од стране др. Мартија Макарија. Десетог маја 2017. Фокс је затражио комплетну сезону са 14 епизода и обновио серију за другу сезону 7. маја 2018. Прва сезона званично је завршена 14. маја 2018. Током телевизијске сезоне 2017–2018, серија је заузела 41 место и просечна гледаност била је 7,02 милиона гледалаца. Друга сезона премијерно је приказана 24. септембра 2018. године. У марту 2019. године, Фокс је обновио серију за трећу сезону, која је премијерно приказана 24. септембра 2019 године. 19. маја 2020. Фокс је обновио серију за четврту сезону.

## Улоге и глумци

### Главни глумци
- Мет Чукри као Конрад Ховкинс: старији интерниста у Меморијалној болници Честејн Парк и каснијe шеф специјализант. У сезони 3 добија и посао тимског лекара за Џорџија револушен ФК.
- Емили Ванкамп као Николета Ники Невин. медицинска сестра у Меморијалној болници Честејн Парк.
- Мениш Дејал као Девон Правеш: Интерниста на другој години у Меморијалној болници Честејн Парк.
- Шанет Рене Вилсон као Мина Окафор: хируршки специјализант Меморијалне болнице Честејн Парк. Веома је интелигентна и не мари за било чије мишљење, што изгледа да АЈ Остин сматра интригантним.
- Брус Гринвуд као Рендолф Бел: Шеф хирургије, касније извршни директор у Меморијалној болници Честејн Парк. Склоњен је са обе позиције у сезони 3 од стране Ред Рока.
- Моран Атиас као Рената Морали (сезона 1): шеф јавности у Меморијалној болници Честејн Парк.
- Мерин Дангеј као Клер Торп (сезона 1): Бивши СЕО у Меморијалној болници Честејн Парк.
- Мелина Канакаредес као Лејн Хантер (сезона 1, специјални гост сезоне 2): бивши онколог у Меморијалној болници Честејн Парк. Она је такође имала своју медицинску клинику.
- Малком Џамал Варнер као АЈ „Грабљивица” Остин (сезона 2, појављује се у сезони 1):[13] кардиоторакални хирург који се придружио Меморијалној болници Честејн Парк на наговор Бела и Окафора.
- Глен Моршауер као Маршал Винтроп (сезона 2; појављује се у сезони 1 и 3): Конрадов отац и бивши председник управног одбора у Меморијалној болници Честејн Парк, сада СЕО КуоВадиса.
- Џејн Ливс као Кит Вос (сезона 2):[14] ортопед
- Морис Честнут као Берет Кејн (сезона 3):[15] неурохирург, кога је Ред Рок поставио као шефа хирургије након што су склонили Бела.

### Споредни ликови
- Тејзи Лоренс као Прија Неир (сезона 1-2): новинар и Девонова бивша вереница.

- Мајкл Хоган као Алберт Нолан (сезона 1): лекар трауме у Меморијалној болници Честејн Парк.
- Виолет Бејн као Лили Кендал (сезона 1): једна од Лејниних пацијената са хемотерапијом.
- Ворен Кристи као Џуд Силва (сезона 1): траума хирург.
- Тасо Фелдман као Ирвинг Фелдман (сезона 1): доктор са одељења за хитне случајеве.
- Џесика Мисел као Џесика Мур (сезона 1): медицинска сестра која трачари.
- Џоко Симс као Бен Вилмот (сезона 1): лекар.
- Патрик Р. Волкер као Мајка Стивенс (сезона 1-2): учитељ који је вишеструки пацијент Конрадовог и Мининог интересовања.
- Стивен Редингтон као Бредли Џенкинс (сезона 1-2): бивши хируршки лекар у Меморијалној болници Честејн Парк.
- Кетрин Дајер као Алексис Стивенс (сезона 2): главна сестра у Меморијалној болници Честејн Парк.
- Џена Деван као Џулиан Бут (сезона 2): бивши представник медицинских уређаја за Куовадис.
- Винс Фостер као Паул Чу (сезона 1): главни анестезиолог у Меморијалној болници Честејн Парк.
- Денитра Ислер као Нурс Елен Хандли (сезона 1): главна медицинска сестра за хитне случајеве у Меморијалној болници Честејн Парк.
- Мајкл Вестон као Гордон Пејџ (сезона 2): Оснивач и бивши извршни директор Куовадиса.
- Џулијана Гил као Џесика Невин (сезона 1-2 и специјални гост у сезони 3): Никина сестра.
- Данијела Алонсо као Зој Барнет (сезона 2): мајка два Кондрадова и Никина пацијента.
- Еван Вајтен као Хенри Барнет (сезона 2): Зојин најстарији син.
- Милс Гастон Виланева као Алек Шоув (сезона 2):[16] бивши лекар бесплатне клинике у Меморијалној болници Честејн Парк.
- Корбин Бернсен као Кајл Невин (сезона 2):Никин и Џесикин отац.
- Кристофер Б. Данкан као Брет Слотер (сезона 2): Китин бивши супруг и отац њене деце.
- Радек Лорд као Грејсон Беторнај (сезона 2): Белов асистент.
- Мајк Пниевски као Ејб Бенедикт (сезона 2): Ејов ментор и цењени кардиоторакални хирург.
- Кејрен Ђовани као Андреа Брејдон (сезона 3):[17] Инструкторка фитнеса која тражи инвеститоре за свој фитнес производ.
- Џофри Кантор као Зип Беторнај (сезона 3):[17] Грејсонов отац и Белов голф партнер.
- Мајкл Паул Чен као Ји Остин (сезона 3):[17] Ејсов очух
- Ерин Вестбрук као Адаку Езе (специјални гост у сезони 2, појављује се и у сезони 3): Минин пријатељ.
- Дејвид Алан Гриер као Ламар Брум (сезона 3):[18] Ејсова учитељица.
- Адријана Ленокс као Бони Брум (сезона 3): Ејсова биолошка мајка.
- Роб Јанг као Логан Ким (сезона 3): Вип личност Ред Рок болнице.
- Шези Раја као Надин Сухејмат (сезона 3): Девонов веома важни пацијент и касније љубав.
- Мет Батаља као Бил Лендри (сезона 3): Власник Џорџија Револушен ФК и касније пацијент у Честејну који је Конрада ангажовао као доктор свог тима због спасавања једног од његових играча.

## Епизоде
| Сезона | Епизода | Емитовано           | Емитовано              |
| Сезона | Епизода | Први пут емитовано  | Последњи пут емитовано |
| ------ | ------- | ------------------- | ---------------------- |
| 1      | 14      | 21. јануар 2018.    | 14. мај 2018.          |
| 2      | 23      | 24. септембар 2018. | 6. мај 2019.           |
| 3      | 20      | 24. септембар 2019. | 7. април 2020.         |

### Сезона 1 (2018)
| Број уопште | Број у сезони | Наслов                            | Режија          | Написао                                             | Оригинални датум  | Продукцијски број | Број америчких гледаоца (милиони) |
| --- | ------------- | --------------------------------- | --------------- | --------------------------------------------------- | ----------------- | ----------------- | --------------------------------- |
| 1 | 1             | „Пилот”                           | Филип Нојс      | Ејми Холден Џоунс & Хејли Шор & Рошан Сехи          | 21. јануар 2018.  | 1ЛАП01            | 8.65                              |
| Рендолф Бел, шеф хирургије у Меморијалној болници Честејн Парк, врши апендектомију на пацијенту због несреће која укључује тремор у левој руци и води до одсечене артерије. Пацијент крвари, а хируршки тим покрива инцидент. Због Рендолфове компликованости, његов надимак је „Ходад” што значи: Руке смрти и уништења. Девон Правеш извештава о свом првом дану као стални стажиста; додељен је специјализанту треће године Конраду Ховкинсу, који изгледа „немогуће” за сарадњу. Конрад и медицинска сестра Ники Невин доживљавају свој интимни тренутак у дежурној соби, наговештавајући романтичну везу. Лили Кендал, пацијенткиња са леукемијом која се често појављује и коју болничко особље воли, примљена је због инфекције. Борбена жена са ендокардитисом улази у хитну помоћ и губи свест, дајући Девону шансу да покрене своју прву кодирану поруку. За време операције у којој Рендолф оперише користећи титан, напредни роботски хируршки алат, Конрад открива да хируршки специјализант Мина Окафор заправо изводи поступак, који је непознат. |               |                                   |                 |                                                     |                   |                   |                                   |
| 2 | 2             | „Дан независности”                | Филип Нојс      | Ејми Холден Џоунс                                   | 22. јануар 2018.  | 1ЛАП02            | 4.70                              |
| Мика, 28-годишњи наставник са срчаним проблемима, срушио се у својој учионици, док Конрад разговара са ученицима о свом путу да постане лекар. Превезен је у болницу и потребна му је трансплантација срца. Током ловачке несреће са Рендолфом и Лејном Хантер, шефом онкологије у Меморијалној болници Честејн Парк, конгресмен се срушио и доживео срчани удар и опалио оружјем, и тако упуцао једног од лобиста болнице. Конгресмену је такође потребна трансплантација срца што изазива сукоб када је пронађено срце донатора. Хитна служба присиљава Конрада да напусти Девона и да га остави да сам води хитну службу за „Дан независности”. Девон постаје пренатрпан својим обавезама. Лејн отпушта Лили упркос противљењу Девона и Ники. |               |                                   |                 |                                                     |                   |                   |                                   |
| 3 | 3             | „Другови по оружју”               | Роб Корн        | Ендру Чепман                                        | 29. јануар 2018.  | 1ЛАП03            | 4.75                              |
| Унајмљује се консултант да обучи особље како да кодира процедуре како би болница могла да наплати већи износ; њено присуство изазива негативну енергију између ње и особља. Након што замало убије пацијента са непотребном магнетном резонанцом, консултант је отпуштен. Рендолф пита колегу за савет о хипотетичком пацијенту са дрхтавицом; бензодиазепини се предлажу као крајње решење јер негативни споредни ефекти могу изазвати агресију и когнитивно оштећење. Медицинска радница у превозу, Луиза Родригез, пада од јаког бола у леђима и дијагностификован јој је ретроперитонеални канцер. Откривено је да је она имигрант без докумената, што приморава Конрада и Девона да не поштују болничку управу и пронађу хируршки тим вољан да је оперише. Луизина операција је успела, али њена рехабилитација коштаће болницу два милиона долара. Џуд Силва, дежурни хирург, који је претходно радио заједно са Конрадом у војничкој болници преноси своју фрустрацију Конраду због медицинске бирократије и покушава да убеди Конрада да поново пође у војску са њим. |               |                                   |                 |                                                     |                   |                   |                                   |
| 4 | 4             | „Криза идентитета”                | Бил Делиа       | Елизабет Ј.Б. Клавитер                              | 5. фебруар 2018.  | 1ЛАП04            | 4.87                              |
| Када се буџет за хитне случајеве смањио како би се покрили трошкови Луизине операције, одељење постаје незадовољно а старија медицинска сестра Елен Хандли је отпуштена. Њена замена, неискусна медицинска сестра, погрешно врши тријажу пацијента током инцидента са масовним жртвама. Пацијент умире од субдуралног хематома и погрешно се идентификује, због чега је Конрад обавестио погрешну породицу о смрти њиховог сина. Након тога мора се односити према коректном младићу који преживљава. На крају дана, Елен је поново у болници и проналази мобилни телефон Џона Дуа који омогућује Конраду да назове мајку и обавести је о смрти њеног сина. Жена је примљена у болницу за шта верује да је камење у жучи; дијагностификован јој је карцином жучне кесице те је треба подвргнути ризичној и експерименталној операцији. Захваљујући Беловим сигурним рукама и искуству, он успева да спаси жену. Мина се спрема за дан када ће директно помоћи дежурном хирургу Џену Кејсу током операције. Рендолф ужива у благодатима бензодиазепина које узима како би ублажио дрхтање руку. Ники има проблема с преузимањем Лилиног картона из Лејнине хемотерапије и одлази директно у клинику где примећује собу за лечење која је препуна пацијентима. |               |                                   |                 |                                                     |                   |                   |                                   |
| 5 | 5             | „Нико мудрији”                    | Џејмс Родеј     | Тод Хартан &Тиана Мајимдар-Лангам & Крис Бесојуниан | 26. фебруар 2018. | 1ЛАП05            | 3.86                              |
| Рендолф почиње да доживљава нежељене ефекте бензодиазепина који је узимао. Три пацијента су примљена у болницу: Еду је потребно уклонити атрофирани тестис; Кристин је потребна операција због анеуризме трбушне аорте; а Јорк захтева поступак уклањања страног предмета из дебелог црева. Све три операције су заказане у исто време с Рендолфом који обавља процедуре и Мина која асистира. За време операције Јорка, Бредли, хирург који је управо завршио 30-то часовну смену се онесвестио, што започиње низ догађаја, а Мина је након тога подвргнута конференцији о морбидитету и смртности ради решавања несреће која се догодила током једног од поступака. Ники се поверава Конраду због својих сумњи у Лејнове методе лечења и охрабрује Лили да потражи друго мишљење, подстичући Лејн да забрани Ники да лечи било коју од својих пацијенткиња. Маршал Винтроп, инвеститор који жели одобрити финансијску помоћ болници открива се да је Конрадов отац. |               |                                   |                 |                                                     |                   |                   |                                   |
| 6 | 6             | „Без обзира на цену”              | Дејвид Родригез | Нечи Окоро Керол                                    | 5. март 2018.     | 1ЛАП06            | 4.08                              |
| Ники обавештава Девона да верује да је Лејн учинила превару у осигурању претресајући своје пацијенте док се Девон опире оптужби. Лили је заказана трансплантација коштане сржи, али њени крвни тестови откривају да је у акутном застоју бубрега и да би је трансплантација убила, убедивши Девона у Никину сумњу. Пацијент са хитне, Нигел, долази због повређеног чланка и каже Конраду да пати од хроничне пробавне боли непознатог порекла, што негативно утиче на његов квалитет живота већ 10 година. Исцрпљен од безбројних тестова без резултата, даје Конраду 24 сата да пронађе узрок. Рендолф престаје да узима бензодиазепине и сазнаје да је операција на мозгу његова једина друга опција да излечи дрхтавицу руке. Ники открива Мини да је њена сестра зависник и открива да је Мина из свог стана лечила људе у лошем стању. Маршал се састаје с Конрадом како би га обавестио да планира отворити малу, приватну болницу и жели да Конрад њоме управља. |               |                                   |                 |                                                     |                   |                   |                                   |
| 7 | 7             | „Елопемент”                       | Роб Корн        | Кевин Фолс                                          | 12. март 2018.    | 1ЛАП07            | 3.80                              |
| На састанку одбора, Клер разговара о поправљању угледа болнице након што им је објавила да су испали из "Топ 50 болница" по новинама УС новости. Арогантног бејзбол играча који пати од тромбозе дубоких вена довео је лекар, Спелдинг Масеро, и примљен је у болницу у посебно крило. Након што је сексуално малтретирао Ники, Конрад се суочио с њим. Рендолфов дрхтај руку се враћа и он прилази Мини да му помогне са операцијама. Дерилу, 70-то годишњем мушкарцу са карциномом плућа 4. степена, дата је изузетно лоша прогноза, али одбија лечење да би могао више времена проводити са супругом. Конрад се залаже за Дерилове жеље, али Лејн га надјачава, чинећи Конрада сумњичавим. Сагласан је да истражи Лејнину праксу са Девоном и Ники. Како би заобишао проблеме с којима се сусрећу око приступа клиничким списима Лејне, Девон намерно изазива новинара својом вереницом Пријом. |               |                                   |                 |                                                     |                   |                   |                                   |
| 8 | 8             | „Породична афера”                 | Томас Картер    | Нечи Окоро Керол & Закари Лутски                    | 19. март 2018.    | 1ЛАП08            | 4.22                              |
| Бескућница залута у добротворну акцију која се одржава у Меморијалној болници Честејн Парку; изгледајући да је у стању психозе. Откривено је да ју је илегално отпустила друга болница и да је ћерка богате и угледне породице у Савани, Џорџија. Конрад и Ники се не слажу са њеном првобитном дијагнозом параноидне шизофреније и морају на време дати тачну дијагнозу пре него што је одведу у психијатријску установу. Девонови родитељи посећују њега и Прију како би разговарали о детаљима свог предстојећег венчања. Девонове породице су у различитим друштвеним слојевима унутар индијског система, што је узроковало напетост између Девона и његовог оца. Доктор Ирвинг Фелдман удружио се са Девоном како би лечио мушку проститутку који је истрчао кроз стаклена врата. Мика долази на контролни преглед и још више се заљубљује у Мину. |               |                                   |                 |                                                     |                   |                   |                                   |
| 9 | 9             | „Изгубљена љубав”                 | Бронвен Хугс    | Ејми Холден Џоунс                                   | 26. март. 2018.   | 1ЛАП09            | 4.21                              |
| Конрадова бивша вереница улази у хитну службу осећајући бол у стомаку. Ники није знала да је Конрад раније био верен и пита се колико га заиста познаје. Клер обавештава Рендолфа да ће прекинути запошљавање лекара с високом стопом компликованости и да је на све камере у свакој операционој сали уградила уређаје за снимање звука. Забринута што је лечења убија, Лили моли Ники да је упути где да тражи друго мишљење. Након што је примљена због нежељене реакције на своју хемотерапију, Лејн открива да је Лили тражила друго мишљење и да јој је Ники дала смернице. Наређује Ники да јој даје високу дозу калијума на 8 сати. Лејн је виђена како улази у Лилину собу након што Ники одлази увече; Лили убрзо након тога добија срчани напад и умире упркос Конрадовим очајничким напорима да је оживи. |               |                                   |                 |                                                     |                   |                   |                                   |
| 10 | 10            | „Уклет”                           | Дејвид Кребтри  | Ендру Чепман                                        | 16. април 2018.   | 1ЛАП10            | 4.30                              |
| Преплављен мислима о Лилиној смрти, Конрад се приликом трчања судара са бициклистом, повређујући чланак. Клер најављује да ће извршити обдукцију Лилиног тела како би се утврдио узрок смрти; Лејн је отворена за питања и подржава поступак. Неурохирург др. Ејлен Јакоб - један од Конрадових професора из медицинске школе и Минин идол - примљена је у болницу јер види духове пацијената које је изгубила. Други најбогатији човек у Кини примљен је у посебно крило како би уклонили тумор. Компликације настају након што је Рендолф завршио операцију, а Џуд изводи хитну операцију. Након што је оптужио Рендолфа за несавестан рад, његове привилегије у болници су суспендоване, што га је навело да заувек напусти болницу. Лејн флертује са Рендолфом и сугерира му да треба заменити Клер као извршног директора болнице. Након што је провео ноћ са Ники, Конрад лежи будан, прогањан од стране Лилиног духа. |               |                                   |                 |                                                     |                   |                   |                                   |
| 11 | 11            | „И сестре погреше”                | Лиз Ален        | Елизабет Ј.Б. Клавитер & Питер Чен                  | 23. април 2018.   | 1ЛАП11            | 3.96                              |
| За време операције коју је извео Рендолф, варница из алата узрокује пожар и пацијент је тешко изгорео. Одељење за управљање ризиком у болници води истрагу након што Лилини родитељи туже установу због неправедне смрти. Лејн у интервјуу, пребацује кривицу на Ники, која је информисана да је Лили умрла од предозирања калијумом. Конрад, Девон и Ники почињу тражити грешке код Лејниних других пацијената. Док извршава хитну медицинску помоћ са Ирвингом, Девон наилази на пацијента са циберхондријом. Клер сазива састанак одбора за хитне случајеве да разговарају о пожару у операционој сали. Одбор се удружио против Клер када је Рендолф, Лејн и вешти анестезиолог оптужују да је покушала уштедети новац без обзира на сигурност пацијената. Клер је отпуштена, а Рендолф је проглашен за новог извршног директора болнице. Рендолф отпушта Ники након што је званично проглашена кривом за Лилину смрт. |               |                                   |                 |                                                     |                   |                   |                                   |
| 12 | 12            | „Непристојно буђење и грабљивица” | Џејмс Родеј     | Мајкл Нотрил                                        | 30. април 2018.   | 1ЛАП12            | 3.91                              |
| Након што је завршио 30-то сатну смену, хирург Бредли пада кроз кровни прозор конференцијске собе. Рендолф закључује да се ради о покушају самоубиства, али Конрад и Девон се не слажу и почињу тражити доказе. Рендолф наређује Мини да обилази талентованог, али изузетно арогантног кардиоторакалног хирурга, АЈ Остина, у нади да ће га запослити у болничком особљу. Ники се сукобљава са Лејн у кафићу и обавештава је да је свесна историје Лејне у Нешвилу, где је радила под својим брачним именом, Лејн Дерзиус. У потрази за истином, Ники се састаје са бившом Лејнином колегиницом, која потврђује њене сумње. Враћа се кући и на прагу је пронашла непознатог мушкарца; он јој прети да престане од даљег истраживања Лејне. |               |                                   |                 |                                                     |                   |                   |                                   |
| 13 | 13            | „Трчи докторе, трчи”              | Џејмс Родеј     | Тод Хартан &Тиана Мајимдар-Лангам & Крис Бесојуниан | 7. мај 2018.      | 1ЛАП13            | 4.01                              |
| Жена је примљена у болницу због јаке главобоље која изазива халуцинације. Будући да није осигурана, Конрад и Девон морају је лечити пре него што је Рендолф открије и отпусти из болнице. Ники проналази начин да реши свој проблем у вези мушкарца који је наставио да је прогони и прети. Бивши пацијент доводи мајку у болницу, којој је на крају потребна „будна” операција коју су извршили АЈ и Мина. Ники проналази сестру Џеси на прагу своје куће, која се предозирала; одводи Џеси у болницу. Вршњак из Никине медицинске школе - који ради у Лејниној клиници - пристаје да Ники да медицинске картоне како би јој помогао да истражи Лејн. Ники схвата да јој је намештено након што је усред ноћи ушла у зграду када је стигла полиција. Из затвора зове Конрада и моли га да одведе њену сестру у рехабилитациони центар. |               |                                   |                 |                                                     |                   |                   |                                   |
| 14 | 14            | „Тотално помрачење срца”          | Роб Корн        | Ејми Холден Џоунс & Ендру Чепман                    | 14. мај 2018.     | 1ЛАП14            | 4.29                              |
| Након што је провео ноћ у Минином стану, Мика почиње да има проблема са срцем и поново је примљен у болницу. Поновљени хипохондрија враћа се на хитну, обавештавајући Девона да јој је Лејн дијагностификовала лимфом; њени резултати испитивања показују да она нема назнаке рака. Конрадов отац послао је кауцију за Ники и она је пуштена. Конрад и Девон испитују Ники о поступцима Лејн и они контактирају ФБИ. Њих троје обавештавају Рендолфа о њиховим сазнањима и он је приморан да разреши Лејн од свих њених пацијената и болничких привилегија. Обавештава је да је контактиран ФБИ и нуди јој помоћ у фалсификовању и паљењу докумената. Док напушта клинику са инкриминирајућим досијеима, срећу је Рендолф и ФБИ и хапсе је. Ники је након тога поново враћена, а Конрадов отац постаје председник управног одбора у болници, у суштини постаје Рендолфов надређени. |               |                                   |                 |                                                     |                   |                   |                                   |

### Сезона 2 (2018-19)
| Број уопште | Број у сезони | Наслов                    | Режија               | Написао                                                      | Оригинални датум    | Продукцијски број | Број америчких гледаоца (милиони) |
| --- | ------------- | ------------------------- | -------------------- | ------------------------------------------------------------ | ------------------- | ----------------- | --------------------------------- |
| 15 | 1             | „00:42:30”                | Роб Корн             | Тод Хартан & Елизабет Ј.Б. Клавитер                          | 24. септембар 2018. | 2ЛАП01            | 4.88                              |
| Нестанак струје захтева да особље лечи своје пацијенте без помоћи било које технологије: Бел наређује особљу да престане са прихватањем нових пацијената, Конрад и Девон раде против правила да помогну детету, а Мина и Остин морају да обаве операцију срца. |               |                           |                      |                                                              |                     |                   |                                   |
| 16 | 2             | „Принц и бедник”          | Никол Рубио          | Еми Холден Џонс & Ендру Чепман                               | 1. октобар 2018.    | 2ЛАП02            | 4.88                              |
| Бел постаје фрустриран када Конрадов отац и нови председник одбора затраже Конрадово мишљење о болничким трошковима; оштар и софистициран представник медицинског производа покушава да промовише своје скупе производе. |               |                           |                      |                                                              |                     |                   |                                   |
| 17 | 3             | „Три речи”                | Паул Мекрејн         | Марки Џексон                                                 | 8. октобар 2018.    | 2ЛАП03            | 4.92                              |
| Ники и Конрад покушавају да успоставе дијагнозу срећном брачном пару који су примљени у болницу са мистериозним симптомима; Бел и Маршал крећу на пословни пут ; АЈ. одбија Белов захтев упркос Минином упозорењу. |               |                           |                      |                                                              |                     |                   |                                   |
| 18 | 4             | „О времену”               | Џери Меклиод         | Марк Хасли                                                   | 15. октобар 2018.   | 2ЛАП04            | 4.68                              |
| Честејн парк је преплављен посетиоцима концерта када стампедо на музичком фестивалу остави многе којима је потребна лекарска помоћ; Бел полуди када угледни ортопедски хирург у болници захтева бољу негу. |               |                           |                      |                                                              |                     |                   |                                   |
| 19 | 5             | „Клица”                   | Џен Тарнер           | Џен Клајн & Елизабет Ј.Б. Клавитер                           | 22. октобар 2018.   | 2ЛАП05            | 4.78                              |
| Бел одлучује да користи новог добављача за медицинске уређаје, а не уобичајене производе у болници. Кит и АЈ морају престати да се свађају како би се удружили против њега; Конрад и Ники раде на остварењу дечакових снова након што су сазнали да му се рак вратио. |               |                           |                      |                                                              |                     |                   |                                   |
| 20 | 6             | „Ноћне море”              | Дејвид Кребтри       | Тод Хартан & Ендру Чепман                                    | 29. октобар 2018.   | 2ЛАП06            | 4.97                              |
| Конрад мора прегледати младу жену која је примљена након екстремних ноћних мора. Девон се суочава са својом првом ноћи вештица у хитној служби. Ники паничи због своје одлуке да своју тек трезну сестру доведе на Минин епски годишњи Халовин парти. |               |                           |                      |                                                              |                     |                   |                                   |
| 21 | 7             | „Суђење & грешка”         | Роб Гринли           | Крис Бесојуниан & Тиана Мајимдар Лангам                      | 5. новембар 2018.   | 2ЛАП07            | 4.93                              |
| Када пацијенти са испитивања лекова почну да трпе нуспојаве опасне по живот, Ники се боји да би њена сестра Џеси могла бити у опасности. Ники и Конрад покушавају уверити Белу да испитивања нису вредна ризика. Девон користи Џулиан за тестирање производа које је сам направио. |               |                           |                      |                                                              |                     |                   |                                   |
| 22 | 8             | „Срце у кутији”           | Џејмс Витмор Јр.     | Марки Џексон & Џошуа Троук                                   | 19. новембар 2018.  | 2ЛАП08            | 4.41                              |
| Конрад се суочава са Белом након што му препоручи ризично медицинско средство. Ники се боји да је Конрад претерано везан за свог пацијента. Мина и Остин се зближавају радећи на тешкој трансплантацији срца. Девон има веома тежак дан. |               |                           |                      |                                                              |                     |                   |                                   |
| 23 | 9             | „Плес”                    | Роб Корн             | Еми Холден Џонс & Ендру Чепман                               | 26. новембар 2018.  | 2ЛАП09            | 5.09                              |
| Девонове сумње у његову везу достижу врхунац док се његови пријатељи и породица окупљају на венчању. како Џастинова компанија за медицинске уређаје и даље успева, Џулиан открива нешто што је оставља у недоумици око њене умешаности у то. Конрад се и даље приближава оцу који трпи тешке медицинске компликације, остављајући свој живот да виси о концу. |               |                           |                      |                                                              |                     |                   |                                   |
| 24 | 10            | „Након пада”              | Едвард Орлеанс       | Марк Хелсеј & Џен Клајн                                      | 14. јануар 2019.    | 2ЛАП10            | 5.51                              |
| Жртве Лејн Хантер и њихове породице огорчене су када је она пуштена из затвора, а Бел, који јој је послао кауцију, бави се њеним манипулацијама. Конрад се суочава са медицинским компликацијама свог оца радећи на случају Хантерове терапије са Китом, Мином и АЈ. Девон се брине кад се не чује са Џулиан. Ники обезбеђује лекара примарне неге за бесплатну клинику у болници. |               |                           |                      |                                                              |                     |                   |                                   |
| 25 | 11            | „Операторска грешка”      | Тимоти А. Гуд        | Елизабет Ј.Б. Клавитер & Емили Присли                        | 21. јануар 2019.    | 2ЛАП11            | 5.38                              |
| Медицински уређај погоршава стање Бредлија, узрокујући његову смрт, а КуоВадис криви АЈ за медицинску грешку. Мина и Бел покушавају схватити шта се догодило. Девон помаже жени са чудним боловима у стомаку. Никина веза са Алеком постаје јача, као и Конрадова са породицом Барнет. |               |                           |                      |                                                              |                     |                   |                                   |
| 26 | 12            | „Страх проналази пут”     | Бронвен Хугс         | Тод Хартан & Мајкл Нотрил                                    | 28. јануар 2019.    | 2ЛАП12            | 5.28                              |
| Сезона грипа заправо прикрива невероватно заразну болест коју Конрад, Ники и Алек журе да открију када се Мег, Никина омиљена стражарка из затвора, зарази. Девон и Ирвинг лече Сема, пацијента са истом болешћу као и Мег. Мина тестира КуоВадис уређаје у покушају да одбрани АЈ од тврдњи да је његова медицинска грешка изазвала Бредлијеву смрт. Међутим, АЈ се осећа понижено након тврдњи КуоВадиса. Конрад покушава да направи следећи корак у својој вези са Ники и то резултира свађом између њих. |               |                           |                      |                                                              |                     |                   |                                   |
| 27 | 13            | „Практично немогуће”      | Валери Вајс          | Ејми Холден Џоунс &Ерик И. Лу                                | 4. фебруар 2019.    | 2ЛАП13            | 5.42                              |
| Конрад, Кит и АЈ спашавају живот студенту медицине којем треба трострука трансплантација органа, због цистичне фиброзе, што привлачи пажњу Белу. Џулианин аутомобил пронађен је у оближњем језеру, али не и њено тело, што наводи Девона да истражује на своју руку. Мина и АЈ моле Бела да оконча посао са КуоВадисом. Ники присиљава Џеси да се врати на рехабилитацију након што је открила да се вратила алкохолу. |               |                           |                      |                                                              |                     |                   |                                   |
| 28 | 14            | „Глупе ствари у име секс” | Дејвид Кребтри       | Џен Клајн                                                    | 11. фебруар 2019.   | 2ЛАП14            | 5.24                              |
| Конрад покушава Ники изненадити романтичном вечером за Дан заљубљених, али поклања резервацију АЈ-у, који води Мину, јер је Ники морала присуствовати породичном окупљању у Џесиној рехабилитацији. Конрад пружа Ники импровизовану вечеру за Дан заљубљених на задњем седишту аутомобила. Мика проси Мину, на шта она не може дати одговор. Минин и Девонов комшија изненада умире, остављајући их да траже одговоре. Бел одлучује провести дан у операционој сали, Кит пацијенту са сексуалном повредом пружа савете за упознавање, а Ирвинг и Џесика објављују своју везу. |               |                           |                      |                                                              |                     |                   |                                   |
| 29 | 15            | „Краљице”                 | Џон Бревли           | Џени Дајкер Рестиви                                          | 18. фебруар 2019.   | 2ЛАП15            | 5.13                              |
| Када Хенри Барнет доживи компликације са ВНС уређајем, Белово поверење у КуоВадис се смањује и приморава Конрада на ризичну одлуку да му спаси живот. Минина мајка, познати нигеријски хирург, др Хосефина Океке, долази у посету да јој помогне у случају Мининог пријатеља, Адакуа, и њена прошлост ће изаћи на видело свима. |               |                           |                      |                                                              |                     |                   |                                   |
| 30 | 16            | „Нежељена дејства”        | Бронвен Хугс         | Марк Хасли                                                   | 4. март 2019.       | 2ЛАП16            | 5.12                              |
| Бел открива да је дугогодишњи старатељ Симон тешко болестан и покушава да га лечи. Ники и Алек се боре да лече старог Алековог пацијента који нема здравствено осигурање. Након што је Хенри Барнет умало изгубио живот због КуоВадис уређаја, особље покушава једном заувек зауставити Гордона Пејџа, док се Гордон припрема да имплантира стотине војника својим уређајима. |               |                           |                      |                                                              |                     |                   |                                   |
| 31 | 17            | „Издаја”                  | Роберт Данкан МекНил | Енду Чепман                                                  | 18. март 2019.      | 2ЛАП17            | 5.15                              |
| Након што је доктор Бенедикт тешко рањен у наводном покушају самоубиства, тим се бори да га одржи у животу док Маршал Винтроп прави план да се ухапси Гордон Пејџ једном заувек уз помоћ ФБИ-ја. У исто време, тим лечи младог студента колеџа који постаје смртно болестан након што се зарази мононуклеозом, што још више компликује ствар јер су и Бенедикту и студенту потребни исти уређаји да би спасили своје животе. Захваљујући Бенедикту, Маршал и Конрад успевају да испровоцирају Гордона у признању Бенедиктовог покушаја убиства. Гордон креће у бекство аутом од полиције, које се завршава Гордоновом смрћу када се слупа. |               |                           |                      |                                                              |                     |                   |                                   |
| 32 | 18            | „Хитни контакт”           | Сатиа Баба           | Марки Џексон & Мајкл Нотрил                                  | 25. март 2019       | 2ЛАП18            | 4.97                              |
| Откривено је да је Џулиан Бот жива и да је извор који је разоткрио КуоВадисове преваре. Китин бивши супруг Брет стиже у болницу са озбиљном болешћу. Кит је приморан да направи немогућ избор у вези са Бретовим лечењем и обећава да ће помоћи Брету у опоравку. Конрад и Алек лече Валерија, олимпијску наду, за коју је откривено да има и мушке и женске карактеристике и рак тестиса. Маршал Винтроп одлучује да напусти Честејн и преузме КуоВадис како би водио индустрију медицинских производа у новом правцу и како би помогао Џулиан у спречавању корумпираних компанија попут КуоВадиса. Џулиан и Девон схватају да ће их за сада њен рад раздвојити. Ники је приморана да се бави повратком њеног отуђеног оца и сестром која се суочава са озбиљном медицинском кризом. Мина одлучи да прихвати Микајин предлог, али он раскида са њом. |               |                           |                      |                                                              |                     |                   |                                   |
| 33 | 19            | „Снежна олуја”            | Кели Вилиамс         | Ерик И. Лу & Даниела Ламаш                                   | 1. април 2019.      | 2ЛАП19            | 5.28                              |
| Када Атланту погоди снежна олуја, АЈ остаје заробљен у олуји док покушава доћи до Честејн парка да помогне Мини у случају. Због тога што је АЈ заробљен у олуји, Мина мора на операцију младог оца који има тешку хипотермију и сама се налази у застоју срца. У међувремену, Бел и Кит чувају његово двоје мале деце. Ники и Конрад не слажу се у току лечења пацијента који има налог за ДНР и требало би да се хоспитализује, што узрокује проблеме у њиховом односу. Конрад такође примећује да Алек има осећања према Ники и она му открива истину о ситуацији, и они се слажу да разговарају о томе. Џесика започиње дијализни третман застоја бубрега. Девон предаје студенту драгоцене лекције о животу и смрти. |               |                           |                      |                                                              |                     |                   |                                   |
| 34 | 20            | „Ако не сада, када?”      | Роб Корн             | Ејми Холден Џоунс % Тиана Мајимдур- Лангам & Крис Бесојуниан | 15. април 2019.     | 2ЛАП20            | 4.55                              |
| Када будући брачни пар дође у Честејн са компликацијама, мајка је хитно морала да се породи царским резом, али тада почињу компликације а супруг и Девон се боре да јој помогну, са малим успехом. На крају открију да јој је мехур рањен током операције и да крвари изнутра. Они журе да санирају повреду уз помоћ АЈ и Мине, али прекасно и она умире на операционом столу. Као одговор на догађај, Бел примењује нови низ поступака и прописа на предлог Девона и Мине да покушају да спрече да се тако нешто понови. У међувремену, Ники и Конрад слажу се да не размишљају исто о својој вези и пристају да се одвоје. Џеси је потребна трансплантација бубрега, а Ники одлучује да се тестира како би убрзала процес, тако да Џеси не мора бити на дијализи дуго. Ники такође сведочи удесу и помаже укљученим породицама да добију помоћ потребну за спашавање живота. |               |                           |                      |                                                              |                     |                   |                                   |
| 35 | 21            | „Заглављен у предвиђању”  | Паул Мекрејн         | Џен Клајн & Џошуа Троук                                      | 22. април 2019.     | 2ЛАП21            | 4.85                              |
| Ники се бори да реши Џесикино погоршано стање и немогућност њеног оца да јој донира бубрег; Касније Алек нуди решење и пита Ники шта је спремна да учини да спаси Џеси. Бел лечи мајку свог помоћника Грејсона која је позитивна на гонореју и с којом је Бел раније био у вези; АЈ добија информације о својим родитељима. Док је волонтирао у Џорџији у програму за трагање и спашавање, Конрад спашава Фрица, младог студента колеџа који је претрпео тешке повреде на камповању са својим најбољим пријатељима који су приметили хомофобну реакцију код Фрица. Фрицово стање је компликовано недостатком крви, што присиљава АЈ да ради у хипербаричној комори без довољно крви. Конрад донира своју крв упркос ризицима, омогућавајући операцији да успе и Фриц се мири са пријатељима. |               |                           |                      |                                                              |                     |                   |                                   |
| 36 | 22            | „Брокер и брокер”         | Џен Тарнер           | Тод Хартан & Елизабет Ј.Б. Клавитер                          | 29. април 2019.     | 2ЛАП22            | 5.16                              |
| Очајнички желећи да помогне својој сестри, Ники одлази са Алеком да се састане са посредником органа тј. да купи бубрег, међутим, кад Конрад чује за то, он се сукобљава са Алеком и Ники. Ники одлучује да не купи орган након разговора са Конрадом, већ да покуша убедити оца да донира. Алек одлучи напустити Атланту јер схвата да ће Ники увек волети Конрада и дошло је време да настави са својим животом. Конрад такође уверава Бел да стави Џеси на листу трансплантације, упркос томе што није испунила квалификације. Џастин је везан за новац, а Бел очајнички тражи средства. Покушава разговарати са сином преминулог даваоца, који одбија да настави донације, и са добитником лутрије, који одлучи да донира али то није сума новца коју Бел треба да спаси Џастин. Мина се не може сетити свог ноћног изласка после буђења на голф терену и покушава да схвати након што ју је АЈ склонио са операције. |               |                           |                      |                                                              |                     |                   |                                   |
| 37 | 23            | „Непоражени”              | Роб Корн             | Ендру Чепман & Ејми Холден Џоунс                             | 6. мај 2019.        | 2ЛАП23            | 5.01                              |
| Џон Ди долази са крварењем у мозгу, остављајући лекарима избор да ли да га лече или не због недостатка информација о осигурању. Након што је видео мушкарца, Бел дозвољава да се настави операција и мушкарац се опоравља и идентификује се и даје им информације о својој жени. Минин бивши Мика улази са новом девојком, приморавајући АЈ-а да јој пренесе лоше вести; Мина је одлучила да неће разговарати са Миком и жели да настави са својим животом. Пошто се Џесино стање погоршало, Ники убеђује Кајла да јој донира бубрег; трансплантација је успела иако Џеси није потпуно ван животне опасности. Касније се Кајл или Џеси сруше и умру упркос Конрадовим највећим напорима. Показало се да је Честејнов нови анестезиолог зависник од дроге који узима превелику дозу у операционалној сали умало убивши Кајла. Касније је откривено да је изгубила лиценцу у Пенсилванији и да је лагала. Бел је понуђен уговор о продаји болнице, али то би резултирало смањењем његове моћи као извршног директора. Конрад и Ники поново почињу своју везу након што је Ники обећала да ће с Конрадом причати о следећим корацима у померању везе према напред. |               |                           |                      |                                                              |                     |                   |                                   |

### Сезона 3 (2019-20)
| Број уопште | Број у сезони | Наслов                             | Режија          | Написао                                                  | Оригинални датум    | Продукцијски број | Број америчких гледаоца (милиони) |
| --- | ------------- | ---------------------------------- | --------------- | -------------------------------------------------------- | ------------------- | ----------------- | --------------------------------- |
| 38 | 1             | „Од пепела”                        | Роб Корн        | Ејми Холден Џоунс                                        | 24. септембар 2019. | 3ЛАП01            | 4.05                              |
| Лекари Честејна окружени су новим правилима и лекарима јер је „Ред Рок Моунтаин Медикал” преузео болницу. Конрад се нашао у опасној ситуацији када је изградња новог центра за неурохирургију изазвала експлозију гаса због које се повредио док је помагао у спашавању осмогодишњег дечака Џона, који је побегао са хитне од његове пријатељице Ени, која је у време експлозије радила у подруму зграде. Џон пати од унутрашње повреде главе, коју Кит оперише. АЈ и Мина извлаче све шрапнеле из Ениних груди, тек да би касније сазнали да има тумор на мозгу, који неурохирург Барет Чејн уклања компликованом операцијом. Мина пружа подршку Ники која се бори са губитком сестре Џеси која је умрлала због компликација приликом трансплантације бубрега. Ники на крају уважава Минине савете и проспе Џесин пепео у пољу свог омиљеног цвећа. |               |                                    |                 |                                                          |                     |                   |                                   |
| 39 | 2             | „Месо мог меса”                    | Џејмс Витмор    | Елизабет Ј.Б. Клавитер                                   | 1. октобар 2019.    | 3ЛАП02            | 3.84                              |
| Кејн покушава регрутовати Бела и Кита да му се придруже при извођењу опасне операције назване „мајка свих операција” како би се помогло мајци седмогодишњака која болује од екстремног облика карцинома, с намером да болници створи публицитет, радећи један део са Монтелом Вилиамсом. Рептор се нашао емоционално везаним за пацијента, за кога се испостави да је његов биолошки отац, и да је живот стављен у његове руке, када се открије да му је потребна операција. Минина пријатељица Адаку стиже у болницу казавши да је трудна, а Мина је забринута због ситуације. Девон креће из хитне службе да одради смену на онкологији. Ники каже Конраду да је спремна живети с њим, а она га изненађује кућом коју јој је он раније показао. |               |                                    |                 |                                                          |                     |                   |                                   |
| 40 | 3             | „Свеци и грешници”                 | Паул Мекрејн    | Тод Хартан & Ендру Чепман                                | 8. октобар 2019.    | 3ЛАП03            | 3.66                              |
| Када се полицајац појави у хитној помоћи са повређеним криминалцем којег је ухватио у делу, особље Честејна мора да га одржи у животу како би спасили недужан живот. Међутим, испоставило се да је и полицајцу потребна медицинска помоћ, али оклева док не пређе на хитну. Ники је у смени за операције са Кејном и није задовољна његовим радом. Завршава једну од његових заказаних операција када схвати да пацијент нема оно што јој је првобитно дијагностификовано. Кејн завршава нудећи Ники стални положај свог особља и повећање плате. Конрад открива шокантно откриће када је један од његових пацијената умро од плућне емболије након што је започео дијализу, иста ствар која је убила Никину сестру, Џеси и још четири пацијента у последњих шест недеља. Конрад то каже Ники и они решавају да истраже. Бел започиње нови фискални подухват у оквиру лекова уз подршку свог оца као асистента. |               |                                    |                 |                                                          |                     |                   |                                   |
| 41 | 4             | „Систем веровања”                  | Ти Вест         | Марки Џексон                                             | 15. октобар 2019.   | 3ЛАП04            | 3.74                              |
| Девонов пацијент, који је проглашен мртвим, изненада оживљава. Откривају да пацијент води вампирски стил живота са својом девојком, због чега испољава симптоме наследне хемохроматозе ХФЕ-а. Девон каже Конраду да има проблема са неким стварима које Конрад чини како би помогао пацијентима. Познати бели надмоћник Хадс открива да има вишеструки поремећај личности. Под бригом Кејна и Ники, две особе чекају на Хадсове психичке записе. На путу ка лекарској конвенцији, АЈ и Мина заглавили су се у необичном граду, где откривају нове информације о томе да је Ред Рок болница непажљива према животној средини и неопрезна након што су затворили једину болницу у малом граду. Ово искуство омогућава Мини и АЈ да обоје схвате да су њихова осећања једно према другом јача него што обоје то показују. |               |                                    |                 |                                                          |                     |                   |                                   |
| 42 | 5             | „Изворне речи”                     | Едвард Орлеанс  | Марк Хасли                                               | 5. новембар 2019.   | 3ЛАП05            | 3.40                              |
| Након што се авион срушио у Атланти, Девон сматра да је крив и да је могао то да спречи пријављивањем пилота да је био пијан током свог претходног лета. Конрад и Девон помажу путници у авиону због повреда од несреће и сазнају да јој је раније дијагностификована нарколепсија, али су открили да нема нарколепсију. Бел, који је био путник у авиону, бежи од места несреће са само хернираним диском да би спасио живот мушкарцу који је седео до њега. Адаку се враћа да пита Мину да буде кума њеном детету. Др. Остин каже својим старатељима да се упознао са биолошким оцем. Конрад и Ники сматрају да би ризиковали све да истраже лек који би могао бити повезан са Џесином смрћу. |               |                                    |                 |                                                          |                     |                   |                                   |
| 43 | 6             | „Дан медицинских сестара”          | Стив Робин      | Џен Клајн                                                | 12. новембар 2019.  | 3ЛАП06            | 3.67                              |
| Честејнове медицинске сестре су презапослене. Толико да је Џесика на путу кући слупала свој аутомобил. Кејн изводи опасну операцију на пацијенту и убацује четири нова метална пршљена. Компликације на операцији присиљавају Кита да поправи Кејнове грешке. Конрад открива да је његов отац узимао исти лек за који се плашио да је имао улогу у Џесиној смрти. АЈ се први пут сусреће са мајком и схвата да није тако лоша као што је он мислио. Девон и Ирвинг лече џокеја који схвата да је време за пензију након повреде. Ирвинг покушава да учини следећи корак у својој вези са Џесиком. |               |                                    |                 |                                                          |                     |                   |                                   |
| 44 | 7             | „Жена доле”                        | Кели Вилиамс    | Џесика Бол                                               | 19. новембар 2019.  | 3ЛАП07            | 3.90                              |
| Џесика је доведена у хитну са повредама опасним по живот. Особље се уједињује како би јој спасили живот, а несугласице око начина на који то треба урадити доводе Кејна у сукоб с остатком тима. Пошто се Џесикина крв не згрушава, Конрад тражи одговоре и добија их након што ју је Кејн већ одвео на другу операцију. Током овог искушења, Ирвинг схвата да заиста воли Џесику и не жели да је изгуби. Кејн се суочава с Конрадом испитујући његове методе. Када Бел извештава о несташици медицинских сестара на коју је Ники скренула пажњу Ред Року и упознаје њиховог новог потпредседника, Логана Кима, који је свој посао добио преко Кејна. Конрад добија податке о хемоплеатину преко Бела. Кајл започиње волонтирање у болници и помаже Ники када као помоћ има само студента. Конрад, открива да је хемоплеатин још опаснији него што је мислио и упозорава Бел и Ким. Међутим, Ким и Кејн признају да је Конрад инсајдер и да би им могао представљати претњу у будућности. |               |                                    |                 |                                                          |                     |                   |                                   |
| 45 | 8             | „Дан патке”                        | Дејвид Кребтри  | Елизабет Ј.Б Клавитер & Мајкл Нотрил                     | 26. новембар 2019.  | 3ЛАП08            | 3.52                              |
| Девон и Ирвинг преплављени су пацијентима на Дан захвалности „најопаснији дан у години”. Пацијенти су са повредама које су настале на различите начине за Дан захвалности. Кад славна особа уђе у болницу након што је прогутала кост, Логан Ким овом случају додељује новог хирурга у нади да ће добити додатни публицитет. Међутим, операција је сложенија него што то може обавити нови хирург. Бел преузима операцију. Напетости су порасле у АЈ кући када је окупио своје биолошке и усвојене родитеље на вечери за Дан захвалности. Кајл изненађењем прекида Никине и Конрадове планове довевши бившег зависника да кува за Дан захвалности у њиховој кући. Овај догађај је погодио у срце Ники и Кајла који обоје схватају да се боре са Џесином смрћу више него што су мислили. |               |                                    |                 |                                                          |                     |                   |                                   |
| 46 | 9             | „За крв”                           | Даун Вилкинсон  | Марк Хасли & Ерик И. Лу                                  | 3. децембар 2019.   | 3ЛАП09            | 4.28                              |
| Девон добија принцезу као свог пацијента и дијагностификовано јој је ретко медицинско стање. Када Кејнова операција пође по злу, Бел и АЈ улазе да јој спасу живот. Кајл се веже за свог старијег пацијента али прелази границе. Конрад помаже да се спаси пацијент који болује од неоткривеног стања опасног по живот. Ники је слушала свог оца како је поносан на њу. Конрад упада у проблеме због пацијента којег је мучио да би спасио човеков живот. Потпредседник Ред Рока прети да ће отпустити Бела ако им не помогне да сруше Конрада. Белу је одвратно што је приморан да се окрене против једног од својих лекара и упозори Кит Воса да невоље тек почињу. |               |                                    |                 |                                                          |                     |                   |                                   |
| 47 | 10            | „Инсајдер”                         | Роб Корн        | Ејми Холден Џоунс & Ендру Чепман                         | 17. децембар 2019.  | 3ЛАП10            | 3.85                              |
| Девон последњи дан ради као стажиста. Девон и Конрад суочавају се са моралном дилемом око самоубиства пацијента коме треба трансплантација јетре након узимања превише ацетаминофена и пилула за спавање. Они одлучују да лажу о томе да је суицидан да би добио јетру. Конрад ће бити унапређен у главног специјалисту и планира да запроси Ники. Бел открива да Кејн држи пацијенте са можданом смрћу живим да би повећао профит Ред Рока. Одлучује да узме ствари у своје руке, али му је одузето место шефа хирургије. Ред Рок одлучује да унапреди Кејна на ту позицију. Адаку почиње порођај пре времена због чега је истовремено била подвргнута хитном царском резу и хитној операцији срца како би спасили њу и бебу. И мама и беба су преживеле, али Мина је забринута како да се брине за обе. |               |                                    |                 |                                                          |                     |                   |                                   |
| 48 | 11            | „Слободан пад”                     | Џен Тарнер      | Тод Хартан & Тиана Мајимдур-Лангам & Крис Бесојуниан     | 7. јануар 2019.     | 3ЛАП11            | 3.74                              |
| Након што је отпуштен из Честејна, Конрад има потешкоћа у прављењу свог следећег корака и одвлачи пажњу пратећи пацијента са мишићном дистрофијом, Фина који је планинар и још једног клијента, Реџија, који је доживео срчани удар током авантуре, а Конрад га је довољно стабилизовао да га одведе у Честејн на лечење. У свом првом потезу као нови шеф хирургије, Кејн поставља лекаре на систем плата који се заснивају на провизијама због чега је Девонов нови стажиста, Илајн и још један лекар пристали на поступак пре разматрања свих ризика, због чега пацијент мора имати срчани удар. Мина се бори да брине о беби Адакуа. Белову компанију погађа велики губитак, али Кејн жели присвојити Белов успех као свој, а истовремено жели да се зближи са Беловим пословним партнером, Андреом. |               |                                    |                 |                                                          |                     |                   |                                   |
| 49 | 12            | „Најбољи постављени планови”       | Сатиа Баба      | Џен Клајн & Даниела Ламаш                                | 14. јануар 2019.    | 3ЛАП12            | 3.91                              |
| Док су радиле у својој непрофитној клиници три сата од Атланте, Ники и Мина лече пацијента с срчаним проблемима, присиљене су да нађу нову батерију на време како би јој спасиле живот. Не могу пронаћи батерију, па је покушавају на време довести до Честејна, али пацијентова батерија престаје да ради. Конрад добија позив од претходног пацијента, Арчера, који је у кризи након што га је Ред Рок тужио због медицинских трошкова које није могао да плати. Толико је узнемирен да покушава да изврши самоубиство. Бел обећава да ће покушати да му помогне да реши проблем са наплатом. Девонова веома важна пацијенткиња, Надин, враћа се у болницу са повредом главе. Кејн покушава да се зближи са Беловим пословним партнером, Андреом, из компаније за допуну. |               |                                    |                 |                                                          |                     |                   |                                   |
| 50 | 13            | „Како Конрад враћа удубљење назад” | Џули Хеберт     | Марки Џексон & Џошуа Троук                               | 21. јануар 2019.    | 3ЛАП13            | 4.01                              |
| Девон се бори са приоритетним постављањем хируршких пацијената у собе, што резултира тиме да пацијент с хитном болешћу претрпи мождани удар након што је ушао у дворану. Конрад, Бел и АЈ се труде да лече Дака, професионалног фудбалера из фудбалског клуба Џорџије, са тајанственим симптомима, кога је Конрад замолио да провери човека кога је спасио током планинарења. Ким забрањује Конраду да лечи пацијенте из болнице и ставља га на црне листе за све болнице у околини. Међутим, Бел и АЈ настављају потајно консултације са Конрадом и успевају да спасу Даков живот. У исто време, Ники схвата да је Кајл постао суицидан и убеђује га да потражи помоћ. Бел и АЈ помажу Конраду да му пронађу посао као нови лекар Фк Џорџије пошто Конрад не може да се поново запосли у Честејн као главни специјализант, јег га је Ким отпустио. Након што се спојила са Адакуовом бебом, Мина има потешкоћа да је пусти. |               |                                    |                 |                                                          |                     |                   |                                   |
| 51 | 14            | „Бува”                             | Роб Гринли      | Џесика Бол & Џени Дајкер Рестиви                         | 28. јануар 2019.    | 3ЛАП14            | 4.08                              |
| Кејну је мање драго што се Конрад вратио упркос уносном споразуму са фудбалским клубом Џорџија, али Ким упозорава да се Кејнови трошкови повећавају. Девон и Фелдман лече троје пацијената са различитим симптомима који изненада драстично ескалирају; Девон утврђује да имају тровање органофосфатом, при чему је један од највећих узрока Белова и Андреина нова компанија чији су лекови. Не желећи да верују да њихови нови лекови узрокују да људи постану смртно болесни чак и ако постоје извештаји о још два пацијента у другим болницама, Бел купује Кејна и њиховог другог инвеститора како би поново стекли потпуну контролу над компанијом и купили им нешто времена да пронађу објашњење. Првог дана повратка на посао, Конрад лечи два највећа Честејнова донатора који су претрпели тешку несрећу на џетскију; супруга Беки има пропелер уграђен у трбуху, док је откривено да је бенигни тумор мозга њеног супруга порастао. Кит, Мина и АЈ успешно лече Беки упркос неким компликацијама, док су Конрад и Кејн приморани да раде заједно када се Џоново стање изненада погорша. Конрад дијагностификује Џона са порфиријом и врши модификације Кејнове хитне помоћи која му омогућава да сигурно уклони тумор а Конрад се залаже за Кејна код Ким. Андреа разматра могућу романтичну везу са АЈ-ом и тражи Минин савет. |               |                                    |                 |                                                          |                     |                   |                                   |
| 52 | 15            | „Последњи пуцањ”                   | Тимоти А. Гуд   | Марк Хасли                                               | 18. фебруар 2019.   | 3ЛАП15            | 3.93                              |
| Отвара се нови неурохируршки центар мада лекари морају да се баве разним техничким проблемима. Један од првих пацијената је Луки, дадиља Анине кћерке, стара Никина пацијенткиња. Након што је Лукина телесна температура драстично порасла током операције, Кејн одбија да стане како би импресионирао неке даваоце и операција успева након што је Ники решила компликацију. Мина, АЈ и др. Торес лече Тирона и Арона којима обојици треба трансплантација срца. Због температуре коју добија Тирон, Арон добија срце, остављајући Тирону још мало времена живота. Међутим, Арон добија катастрофалан мождани удар због којег ће умрети, а Тирон добија срце; претходно мрзећи Арона, Тирон је стекао ново мишљење за свог цимера након што је сазнао колико заправо значи младићу. Бел наставља промовисати своју компанију са лековима, води разговор за емисију, али један од пацијената који је отрован органофосфатом у другој болници умире а исто тако умало и један од Честејнових пацијената. Конрад и Девон истражују и сви знакови упућују на компанију, Бел одлучује да прихвати одговорност што је угрозио животе толиког броја људи. У последњем тренутку Конрад и Девон схватају да је веза до продавнице одеће на мрежи, а не до Белове компаније; Касније се Белу пружа могућност да своју поруку прошири на људе кроз сопствени шоу након што је импресионирао домаћина својим поштеним приступом. АЈ и Андреа се зближавају као и Мина и Торес. |               |                                    |                 |                                                          |                     |                   |                                   |
| 53 | 16            | „Обрнута пепељуга”                 | Шилин Чокси     | Емили Присли                                             | 3. март 2019.       | 3ЛАП16            | 4.82                              |
| Лекари се припремају за краљевски бал за Надин рођендан, док се Фелдман и Џесика вере. Девон лечи познатог стилисту за којег се испоставило да је јео властиту косу па је закаснио на бал где је Надинина пратња. На балу, Надин отац најављује да се мора вратити кући како би преузела своје краљевске дужности а не да остаје у Америци како је то Нада желела. Покушаји Логана Кима да се зближи краљу лоше пролазе, али Бел је у стању да искористи ситуацију како би са Ким зауставио план Ред Рока да затвори Честејново ОБГИН одељење за које Бел и Конрад сматрају да би уштедели новац због новог неурохируршког центра. Бал се завршава падом краљеве трудне кћерке која је у Честејну родила дете са срцем ван груди. Мина и АЈ нису сигурни да ли могу спасити дете јер такве ситуације имају низак проценат преживљавања. Након бала, Ники предлаже да се уда за Конрада, што ће натерати да се коначно њих двоје вере. |               |                                    |                 |                                                          |                     |                   |                                   |
| 54 | 17            | „Дрвена лутка”                     | Ли Лу           | Ерик И. Лу & Ејми Холден Џоунс                           | 10. март 2019.      | 3ЛАП17            | 3.74                              |
| Док Јосеф пева, оличење Доли Партон, пада и потребна му је операцију која би му могла уништити способност певања. Иако у почетку нерадо прихвата, Бел покушава да искористи њихову обострану љубав према Доли како би га наговорио на то. После операције, изведене уз помоћ Езре, која се сада налази у хируршкој смени, Бел показује наду да ће Јосеф моћи поново да пева. Ники схвата да је млада девојка у хитној служби жртва трговине људима и тражи Конрадову помоћ да је спаси. Конрад и Ники су ухапсили силоватеља, а девојчицу су поновно спојили са мајком преко социјалне службе. АЈ, Девон и Торес лече бебу рођену са срцем ван груди, тражећи помоћ лекара светске класе из Опште болнице Атланте. Међутим, лекар се испоставља да је алкохоличар и присиљени су да му дозволе да пије да би могао помагати тиму кроз веома деликатну операцију. Иако се беба суочава са тешком операцијом, они су успешни. Нада се припрема на повратак кући на очево инсистирање а она и Девон су се сложили да остану у вези на даљину након што Девон одбије понуду да буде лекар у својој земљи. Конрад и Ники објављују да су се верили својим пријатељима. |               |                                    |                 |                                                          |                     |                   |                                   |
| 55 | 18            | „Тако дуго, зора свиће”            | Ванеса Перис    | Ендру Чепман & Нејт Омахони                              | 17. март 2019.      | 3ЛАП18            | 4.77                              |
| Даун Лонг, пацијенткиња из „мајке свих операција”, враћена је у Честејн након што се разболела. Откривши да је прошло шест месеци, Клејн одлучује да коначно уклони мртву Даун јер на њој истраживања више неће бити праћена и свима ће операција бити успешна. Пре него што је Девонова породица дозволила да умре, Клејн тајно узима тестове како би утврдио извор своје болести, заобилазећи Конрада и Девона. Како Белов нови шоу постаје све популарнији, Логан Ким га је уклонио из оперативног распореда, али га је АЈ позвао да помогне да спаси Билија Лендрија, власника фк Џорџије, у маратонској операцији. Конрад и Ники помажу Киту Восу да лечи свог зета Дерека за кога је откривено да има рак са стопом преживљавања од педесет процената, упркос компликацијама са хемотерапијом, он то чини током ноћи уз помоћ супруге студенткиње медицине. На крају епизоде, Клејн прима позив који открива да је Даул Лонг била заражена кандидом вирусом, опасним супербугом, којег је готово немогуће уклонити из зграде када се рашири. Док Кејн жури да прошири вест, људи који чисте њену собу постају изложени, а њен контаминирани вентилатор премешта се у складиште с више других вентилатора а могуће је пренети вирус преко вентилатора. |               |                                    |                 |                                                          |                     |                   |                                   |
| 56 | 19            | „Систем подршке”                   | Кели Вилиамс    | Марки Џексон & Мајкл Нотрил                              | 24. март 2019.      | 3ЛАП19            | 4.54                              |
| Клејн и Ким покушавају да обуздају заразу вирусом док прикривају његово постојање. Након што је Конрадова и Девонова пацијенткиња Софиа, изложена вирусу, Клејн дискретно уписује Езрину помоћ да је лечи јер јој је Ким претио да је не лечи упркос Клејновој жељи да се јави. Конрад то сам схвата и Клејн признаје Езри да је као приправник прећутао коштајући четворо пацијената живота пре него што су Ред Рок и Езрина мајка интервенисали да их спасу. Езра нерадо помаже Клејну да сакрије грешку са Софиом, али долази на видело након што Софиа умре. Конрад се суочава са Клејном који је остао бесан због свог лошег рада јер да је дошао чист можда би спасио Софиин живот. Ники и АЈ лече Исака, младића којем је потребна трансплантација плућа, али недостаје му било каква подршка. Њих двоје помажу Исаку да пронађе своју биолошку породицу. Пошто се Дереково стање погоршало, потребан му је вентилатор и добија га од Даун Лонг. |               |                                    |                 |                                                          |                     |                   |                                   |
| 57 | 20            | „Спали све”                        | Едвард Орнлеанс | Тиана Мајимдар- Лангам & Крис Бесојуниан & Даниела Ламаш | 7. април 2019.      | 3ЛАП20            | 5.09                              |
| АЈ и Мина лече Мигела, плесача салсе са проблемима срца. Иако су успешни у спасавању Мигела, он одлучује да се повуче. Ники лечи Џастин, пацијенткињу која је добила мождану инфекцију са оштећеног зуба. Откривено је да је Џастин Кејнова бивша девојка са факултета и она је открила изненађујуће детаље о његовој прошлости. Њих двоје су показали да се још увек воле. Болница успева да угаси контаминацију кандиде вируса јер нико не даје позитивне резултате. Међутим, док се Дереков опоравак од рака коначно показује успешним, заражен је кандида вирусом који је добио од вентилатора Дауне Лонг. Дереков третман се завршава и тражи Кејнову помоћ у исто време када је потребан Џастин. Уз Кејнову помоћ, Дереков живот је спашен, али није познато хоће ли Дерек повратити вид. Упркос Кејновим најбољим напорима, Џастин на крају умире остављајући Кејна потпуно сломљеног. Након што је зараза супербага процурила у медије, Ким нуди да Конрада постави као ново лице болнице, истовремено намећући да се Кејново време у Честејну завршило након што се Кејн супротставио Кимовим претњама. |               |                                    |                 |                                                          |                     |                   |                                   |

## Продукција

### Развој
5. августа 2016. објављено је да Шоутајм развија нову оригиналну серију, познату као Град, коју је поставио извршни продуцент Ентони Фукуа.Такође је најављено да ће Ејми Холден Џоунс продуцирати серију и написати пилот епизоду заједно са Хејли Шор и Рошаном Сехи. Серија, међутим, никада није продуцирана, па је 20. јануара 2017. објављено да је Фокс купио серију од Шоутајма и наручио пилот епизоду под именом Специјализант. 10. маја 2017. серија је добила пуну сезону са 14 епизода. Филип Нојс, извршни продуцент ове серије, режирао је прве две епизоде сезоне након што је потписао вишегодишњи уговор са телевизијом Фокс. 7. маја 2018. Фокс је објавио другу сезону од 13 епизода, а предпродукција је започела 8. јуна 2018. 10. октобра 2018. године објављено је да је Фокс наручио додатних девет епизода за другу сезону, чиме је укупан број епизода достигао 22. Међутим, аутор серије Ејми Холден Џоунс изјавила је на својим Твитер и Инстаграм профилима, 13. марта 2019, да у сезони 2 има 23 епизоде. 25. марта 2019, Фокс је објавио трећу сезону која је премијерно приказана 24. септембра 2019.

### Кастинг
21. фебруара 2017., Мениш Дејал и Брус Гринвуд први су били на кастингу у серији за улоге Девона Правеша и Соломана Бела. Име лика Гринвуда касније је промењено у Рендолф Бел. Мет Чукри, Емили Ванкамп и Мелина Канакаредес су касније изабрани за главне улоге у серији. Моран Атиас је такође иазбран за улогу Рента Торпа, генералног директора у Честејн Парку где је првобитно улога додељена Валерији Круз у епизоди пилот. Међутим, када се Мерин Дангеј придружила кастингу, продуценти су Атиаса сматрали прикладнијим за улогу директора маркетинга у болници. Дангеј ју је заменио као извршни директор, а име лика је промењено у Клер Торп.
Како се сезона развијала, објављено је да ће се Виолет Бин појавити поново у серији, а 30. априла 2018. године објављено је да ће Малком Џамал Варнер имати главну споредну улогу у финалне три епизоде у сезони.
18. јуна 2018. објављено је да ће Варнер и други споредни члан глумачке екипе, Глен Моршауер бити промовисани већ у другој сезони. Следећег дана објављено је да се Моран Атиас, Мерин Дангеј и Мелина Канакаредес неће вратити  и да ће се Џејн Ливс придружити главној улози редовне друге сезона на једногодишњем уговору.
6. јула 2018. године објављено је да ће се Џена Деван поновити у другој сезони. Касније је објављено 27. августа да Даниела Алонсо такође игра у понављајућој улози другу сезону.

### Снимање
Примарно фотографисање за серију одвија се у околини Атланте у држави Џорџија. Спољне слике и неке снимке унутрашњости Високог музеја уметности у средњој Атланти коришћени су као позадина измишљене Меморијалне болнице Честејн Парка. Неке су се сцене одиграле и у Конјерс у држави Џорџија, у продукцијском студију који је претходно коришћен за Фоксову Успавану Долину. Снимање за први продукцијски блок одвијало се између 20. марта и 5. априла 2017. Снимање за другу сезону почело је у јулу 2018. Снимање треће сезоне обустављено је због страховања од коронавируса, 14. марта 2020. године.

## Емитовање, стриминг и кућно видео издање
У Сједињеним Државама нове епизоде емитује Фокс. У свету се серија приказује у Севен Нетворк-у у Аустралији, Сити-ју (сезона 1) и ЦТВ-у (сезона 2) у Канади и на Универсал ТВ-у у Великој Британији и Ирској. У Латинској Америци серију емитује Фоксов партнер из Латинске Америке. Епизоде се могу гледати наредног дана на веб локацији мреже. Хулу тренутно поседује СВОД права на серију, и појединачне епизоде, или сезону у целини,и све је доступно за куповину на Амазону и ајТјунс-у. ДВД сет прве сезоне доступан је за резервацију примерка у јуну 2018. године преко Амазона и објављен је 2. октобра 2018.
| Сезона | Епизоде | Датуми издавања ДВДа | Датуми издавања ДВДа | Датуми издавања ДВДа | Датуми издавања ДВДа | Датуми пуштања Блураија | Датуми пуштања Блураија | Датуми пуштања Блураија | Датуми пуштања Блураија |
| Сезона | Епизоде | Регион 1             | Регион 2             | Регион 4             | Дискови              | Регион А/1              | Регион Б/2              | Регион Ц/3              | Дискови                 |
| ------ | ------- | -------------------- | -------------------- | -------------------- | -------------------- | ----------------------- | ----------------------- | ----------------------- | ----------------------- |
| 1      | 14      | 2. октобар 2018.     | ТБА                  | 5. децембар 2018.    | 3                    | ТБА                     | ТБА                     | Н/А                     | ТБА                     |
| 2      | 23      | 3. септембар 2019.   | ТБА                  | Н/А                  | 5                    | ТБА                     | ТБА                     | Н/А                     | ТБА                     |

## Рецепција

### Рејтинг

#### Свеукупно
| Сезона | Временски слот | Епизоде | Прво едитовање      | Прво едитовање     | Задње едитовање | Задње едитовање    | Тв сезона | Гледашки рејтинг | Просечно гледаоца (милиони) | 18-49 место | Просечан 18-49 рејтинг |
| Сезона | Временски слот | Епизоде | Датум               | Гледаоци (милиони) | Датум           | Гледаоци (милиони) | Тв сезона | Гледашки рејтинг | Просечно гледаоца (милиони) | 18-49 место | Просечан 18-49 рејтинг |
| ------ | -------------- | ------- | ------------------- | ------------------ | --------------- | ------------------ | --------- | ---------------- | --------------------------- | ----------- | ---------------------- |
| 1      | понедељак 9:00 | 14      | 21. јануар 2018.    | 8.65               | 14. мај 2018.   | 4.29               | 2017-18.  | 59               | 7.03                        | 41          | 1.7                    |
| 2      | понедељак 8:00 | 23      | 24. септембар 2018. | 4.88               | 6. мај 2019.    | 5.01               | 2018-19.  | 50               | 7.63                        | 40          | 1.5                    |
| 3      | уторак 8:00    | 20      | 24. септембар 2018. | 4.05               | 7. април 2020.  | 5.09               | 2019-20.  | ТБД              | ТБД                         | ТБД         | ТБД                    |

#### Сезона 1
| Бр. | Наслов                            | Премијерни датум  | Рејтинг/објаве (18-49) | Гледаоци (милиони) | ДВР (18—49) | ДВР гледаоци (милиони) | Укупно (18—49) | Укупно гледаоца (милиони) |
| --- | --------------------------------- | ----------------- | ---------------------- | ------------------ | ----------- | ---------------------- | -------------- | ------------------------- |
| 1   | „Пилот”                           | 21. јануар 2018.  | 2.6/10                 | 8.65               | 0.8         | 2.83                   | 3.4            | 11.48                     |
| 2   | „Дан независности”                | 22. јануар 2018.  | 1.0/4                  | 4.70               | 0.8         | 2.77                   | 1.8            | 7.47                      |
| 3   | „Другови по оружју”               | 29. јануар 2018.  | 1.0/4                  | 4.75               | 0.9         | 3.04                   | 1.9            | 7.79                      |
| 4   | „Криза идентитета”                | 5. фебруар 2018.  | 1.1/4                  | 4.87               | 0.8         | 2.95                   | 1.9            | 7.82                      |
| 5   | „Нико мудрији”                    | 26. фебруар 2018. | 0.8/3                  | 3.86               | 0.9         | 3.24                   | 1.7            | 7.10                      |
| 6   | „Без обзира на цену”              | 5. март 2018.     | 0.9/3                  | 4.08               | 0.7         | 2.98                   | 1.6            | 7.05                      |
| 7   | „Елопемент”                       | 12. март 2018.    | 0.8/3                  | 3.80               | 0.7         | 2.90                   | 1.5            | 6.70                      |
| 8   | „Породична афера”                 | 19. март 2018.    | 0.9/4                  | 4.22               | 0.7         | 2.87                   | 1.6            | 7.09                      |
| 9   | „Изгубљена љубав”                 | 26. март 2018.    | 0.9/4                  | 4.21               | 0.7         | 2.90                   | 1.6            | 7.11                      |
| 10  | „Уклет”                           | 16. април 2018.   | 0.9/3                  | 4.30               | 0.7         | 2.89                   | 1.6            | 7.19                      |
| 11  | „И сестре погреше”                | 23. април 2018.   | 0.9/3                  | 3.96               | 0.6         | 2.74                   | 1.5            | 6.70                      |
| 12  | „Непристојно буђење и грабљивица” | 30. април 2018.   | 0.8/3                  | 3.91               | 0.7         | 2.70                   | 1.5            | 6.61                      |
| 13  | „Трчи докторе, трчи”              | 7. мај 2018.      | 0.8/3                  | 4.01               | 0.6         | 2.62                   | 1.4            | 6.63                      |
| 14  | „Tотално помрачење срца”          | 14. мај 2018.     | 0.9/4                  | 4.29               | 0.6         | 2.68                   | 1.5            | 6.97                      |

#### Сезона 2
| Бр. | Наслов                    | Премијерни датум    | Рејтинг/објаве (18-49) | Гледаоци (милиони) | ДВР (18—49) | ДВР гледаоци (милиони) | Укупно (18—49) | Укупно гледаоца (милиони) |
| --- | ------------------------- | ------------------- | ---------------------- | ------------------ | ----------- | ---------------------- | -------------- | ------------------------- |
| 1   | „00:42:30”                | 24. септембар 2018. | 1.1/5                  | 4.88               | 0.6         | 2.86                   | 1.7            | 7.74                      |
| 2   | „Принц & бедник”          | 1. октобар 2018.    | 1.0/5                  | 4.88               | 0.7         | 2.77                   | 1.7            | 7.65                      |
| 3   | „Три речи”                | 8. октобар 2018.    | 1.0/5                  | 4.92               | 0.6         | 2.70                   | 1.6            | 7.62                      |
| 4   | „О времену”               | 15. октобар 2018.   | 1.0/5                  | 4.68               | 0.7         | 2.75                   | 1.7            | 7.44                      |
| 5   | „Клица”                   | 22. октобар 2018.   | 1.0/5                  | 4.78               | 0.6         | 2.72                   | 1.6            | 7.51                      |
| 6   | „Ноћне море”              | 29. октобар 2018.   | 1.0/5                  | 4.97               | 0.6         | 2.56                   | 1.6            | 7.53                      |
| 7   | „Суђење и грешка”         | 5. новембар 2018.   | 1.0/4                  | 4.93               | 0.6         | 2.79                   | 1.6            | 7.73                      |
| 8   | „Срце у кутији”           | 19. новембар 2018.  | 0.9/4                  | 4.41               | 0.7         | 2.83                   | 1.6            | 7.24                      |
| 9   | „Плес”                    | 26. новембар 2018.  | 0.9/4                  | 5.09               | 0.6         | 2.46                   | 1.5            | 7.55                      |
| 10  | „Након пада”              | 14. јануар 2019.    | 1.1/5                  | 5.51               | 0.7         | 2.76                   | 1.8            | 8.27                      |
| 11  | „Операторска грешка”      | 21. јануар 2019.    | 1.0/5                  | 5.38               | 0.6         | 2.76                   | 1.6            | 8.15                      |
| 12  | „Страх проналази пут”     | 28. јануар 2019.    | 0.9/4                  | 5.28               | 0.7         | 2.94                   | 1.6            | 8.22                      |
| 13  | „Практично немогуће”      | 4. фебруар 2019.    | 1.0/5                  | 5.42               | 0.7         | 2.82                   | 1.6            | 8.22                      |
| 14  | „Глупе ствари у име секс” | 11. фебруар 2019.   | 1.0/4                  | 5.24               | 0.6         | 2.59                   | 1.5            | 7.83                      |
| 15  | „Краљице”                 | 18. фебруар 2019.   | 0.9/4                  | 5.13               | 0.6         | 2.75                   | 1.6            | 7.88                      |
| 16  | „Нежељена дејства”        | 4. март 2019.       | 0.9/4                  | 5.12               | 0.6         | 2.80                   | 1.6            | 7.93                      |
| 17  | „Издаја”                  | 18. март 2019.      | 0.9/4                  | 5.15               | 0.6         | 2.80                   | 1.5            | 7.95                      |
| 18  | „Хитни контакт”           | 25. март 2019.      | 0.9/4                  | 4.97               | 0.6         | 2.71                   | 1.4            | 7.69                      |
| 19  | „Снежна олуја”            | 1. април 2019.      | 0.9/4                  | 5.28               | 0.5         | 2.63                   | 1.5            | 7.91                      |
| 20  | „Ако не сада, када?”      | 15. април 2019.     | 0.9/4                  | 4.55               | 0.6         | 2.67                   | 1.3            | 7.22                      |
| 21  | „Заглављен у предвиђању”  | 22. април 2019.     | 0.8/4                  | 4.85               | 0.5         | 2.58                   | 1.3            | 7.43                      |
| 22  | „Брокер и брокер”         | 29. април 2019.     | 0.9/4                  | 5.16               | 0.6         | 2.51                   | 1.4            | 7.68                      |
| 23  | „Непоражени”              | 6. мај 2019.        | 0.8/4                  | 5.01               | 0.5         | 2.42                   | 1.3            | 7.44                      |

#### Сезона 3
| Бр. | Наслов                             | Премијерни датум    | Рејтинг/објаве | Гледаоци (милиони) | ДВР (18—49) | ДВР гледаоци (милиони) | Укупно (18—49) | Укупно гледаоца (милиони) |
| --- | ---------------------------------- | ------------------- | -------------- | ------------------ | ----------- | ---------------------- | -------------- | ------------------------- |
| 1   | „Од пепела”                        | 24. септембар 2019. | 0.8/4          | 4.05               | 0.6         | 3.16                   | 1.4            | 7.22                      |
| 2   | „Месо мог меса”                    | 1. октобар 2019.    | 0.7/4          | 3.84               | 0.6         | 2.79                   | 1.3            | 6.64                      |
| 3   | „Свеци и грешници”                 | 8. октобар 2019.    | 0.7/4          | 3.66               | 0.6         | 2.79                   | 1.3            | 6.46                      |
| 4   | „Систем веровања”                  | 15. октобар 2019.   | 0.7/4          | 3.74               | 0.6         | 2.75                   | 1.3            | 6.49                      |
| 5   | „Изворне речи”                     | 5. новембар 2019.   | 0.7/4          | 3.40               | 0.5         | 2.86                   | 1.2            | 6.27                      |
| 6   | „Дан медицинских сестара”          | 12. новембар 2019.  | 0.7/4          | 3.67               | 0.5         | 2.81                   | 1.2            | 6.48                      |
| 7   | „Жена доле”                        | 19. новембар 2019.  | 0.8/4          | 3.90               | 0.4         | 2.54                   | 1.2            | 6.44                      |
| 8   | „Дан патке”                        | 26. новембар 2019.  | 0.6/3          | 3.52               | 0.5         | 2.82                   | 1.2            | 6.34                      |
| 9   | „За крв”                           | 3. децембар 2019.   | 0.8/4          | 4.28               | 0.5         | 2.42                   | 1.2            | 6.70                      |
| 10  | „Инсајдер”                         | 17. децембар 2019.  | 0.7/4          | 3.85               | 0.5         | 2.50                   | 1.2            | 6.35                      |
| 11  | „Слободан пад”                     | 7. јануар 2019.     | 0.7/3          | 3.74               | 0.6         | 2.75                   | 1.2            | 6.50                      |
| 12  | „Најбољи постављени планови”       | 14. јануар 2019.    | 0.7/4          | 3.91               | 0.5         | 2.64                   | 1.2            | 6.56                      |
| 13  | „Како Конрад враћа удубљење назад” | 21. јануар 2019.    | 0.7/4          | 4.01               | 0.5         | 2.64                   | 1.2            | 6.65                      |
| 14  | „Бува”                             | 28. јануар 2019.    | 0.7/4          | 4.08               | 0.6         | 2.65                   | 1.3            | 6.73                      |
| 15  | „Последњи пуцањ”                   | 18. фебруар 2019.   | 0.7            | 3.93               | 0.5         | 2.70                   | 1.2            | 6.64                      |
| 16  | „Обрнута пепељуга”                 | 3. март 2019.       | 0.8            | 4.82               | 0.5         | 2.41                   | 1.3            | 7.23                      |
| 17  | „Дрвена лутка”                     | 10. март 2019.      | 0.7            | 3.74               | 0.5         | 2.74                   | 1.2            | 6.48                      |
| 18  | „Тако дуго, зора свиће”            | 17. март 2019.      | 0.8            | 4.77               | 0.5         | 2.57                   | 1.3            | 7.33                      |
| 19  | „Систем подршке”                   | 24. март 2019.      | 0.8            | 4.54               | 0.6         | 2.63                   | 1.4            | 7.10                      |
| 20  | „Спали све”                        | 7. април 2019.      | 0.8            | 5.09               | 0.5         | 2.25                   | 1.3            | 7.35                      |

### Критика
Веб сајт мерач прегледа, Ротен Томатос, пријавила је оцену одобравања од 59% на основу 22 прегледа, са просечном оценом 6.11/10. Метакритик, који користи нормализовани рејтинг за критике, доделио је просечну оцену 54 од 100 на основу 12 критичара. Прва сезона добила је углавном мешовите критике. САД данас је серију оценио 1/2 од 4 звезде рекавши „Штета, јер то је губитак талената Чукрија и Ванкампа (Освета), двоје обично привлачних ТВ ветерана” и „Специјализант се не може спасити”. У међувремену, ТВ Линија је серију оценила оценом Б+ и рекао: „Становник тешко гледа оштре етичке проблеме око данашње здравствене службе.” Прву сезону су такође често упоређивали са еј-би-си-овом медицинском драмом „Добри доктор”.  Серија је била непопуларна код неких из медицинске струке, а разни критичари су је оценили крајње нереалном.

### Награде и номинације
| Година | Награда                     | Категорија             | Номиновани    | Резултат  | Референце       |
| ------ | --------------------------- | ---------------------- | ------------- | --------- | --------------- |
| 2018.  | Награда по избору тинејџера | Избор пробоја Тв шоу   | Специјализант | Номинован | [ 193 ] [ 194 ] |
| 2019.  | Награда по избору тинејџера | Избор драме Тв шоу     | Специјализант | Номинован | [ 195 ]         |
| 2019.  | Награде за младе уметнике   | Млади уметник као гост | Еван Витен    | Номинован | [ 196 ]         |